# Emilio Gastón Sanz
Emilio Gastón Sanz (castellà: Emilio Gastón)  (Saragossa, 8 de gener de 1935 - Saragossa, 22 de gener de 2018) fou un advocat i polític espanyol.

## Biografia
Va estudiar amb Labordeta i altres futurs intel·lectuals aragonesos, amb els que va fundar la revista Andalán. Fundador de l'Aliança Socialista d'Aragó el 1974 i del PSA (Partit Socialista d'Aragó), va promoure la Comissió Aragonesa Pro Alternativa Democràtica, que va organitzar manifestacions a Casp en 1975 i 1976 reclamant autonomia per Aragó. Va ser elegit diputat en el Congrés després de les eleccions generals espanyoles de 1977 fins al 1979, i fou portaveu del Grup Mixt i vocal de la Diputació Permanent.
Després de la integració de gran part de la militància del PSA en el PSOE, Gastón va seguir al capdavant del partit, però sense tornar a aconseguir acta de diputat. Posteriorment va ocupar el càrrec de Justícia d'Aragó entre 1988 i 1993, el primer després de la restauració de la democràcia a Espanya.
Com a esperantista, participà a nombrosos congressos nacionals i internacionals d'aquesta llengua auxiliar internacional. És fill de Rafael Gastón i nebot d'Emilia Gastón i d'Inés Gastón. També és net d'Emilio Gastón Ugarte, advocat i esperantista aragonès. Entre 1920 i 1923 Gastón Ugarte va ser el principal organitzador del moviment d'acollida que hi va haver a l'estat espanyol de 330 nens austríacs després de la Primera Guerra Mundial.

## Poemari
- El hombre amigo Mundo, 1958
- Y como mejor proceda digo, 1976
- Pronunciamiento, 1978
- Abandonado en el ensueño como único vehículo de confianza, 1981
- Musas enloquecidas (Prensas Universitarias de Zaragoza, 1986)
- El despertar del hombre selva (Endymion, 1987)
- Emilio Gastón. Antología épica (Amelia Romero ed., l990)
- Manifiestos (Huerga y Fierro, 1995)
- Acracia feliz (La Torre degli Arabeschi, 2007)
- La Subordania: epopeya chesa sin d'acabanza. (Rolde de Estudios Aragoneses, 2007)